# 云石山乡
云石山乡，是中华人民共和国江西省赣州市瑞金市下辖的一个乡镇级行政单位。

## 行政区划
云石山乡下辖以下地区：
梅坑村、超田村、田村、下村、田心村、丰龙村、黄陂村、云石山村、陂下村、回龙村、沿坝村、黄安村和石背村。